# 豬黃嶺
豬黃嶺，又稱豬橫嶺或豬郎山，是香港元朗區北面的一座山峰，高度海拔52米。它位於元朗的元朗工業邨的中央。